# Submarino Welman
El submarino Welman era un minisubmarino británico tripulado por un único hombre utilizado en la Segunda Guerra Mundial y fue desarrollado por el Dirección de Operaciones Especiales. Sólo se llegó a utilizar una única vez, y no tuvieron éxito.

## Diseño
Fue diseñado por el  el teniente coronel John Dolphin, oficial al mando de la Dirección de Investigación Inter-Servicios (ISRB) de la SOE (Dirección de Operaciones Especiales), como un método para lanzar una gran carga explosiva debajo de un barco enemigo. El submarino Welman era una embarcación sumergible de 20 pies y 6 pulgadas (6,25 m) de longitud (incluida la carga explosiva), con un peso de aproximadamente 2,000 libras (910 kg). A diferencia del torpedo humano "Chariot", el operador estaba encerrado dentro de la nave y no necesitaba usar equipo de buceo. El submarino Welman podría transportar una carga explosiva de fusión temporal de 425 libras (193 kg) de Torpex, que estaba destinada a ser unida magnéticamente al casco de un objetivo. Para la visión del piloto se utilizaron segmentos de vidrio blindados en la pequeña torre de mando, y no tenía periscopio.

## Producción
Después de las pruebas en el embalse Queen Mary cerca de Staines hacia finales de 1942, se puso en producción a través de la fábrica de Morris Motors Limited en Oxford.
A pesar de la incapacidad de la nave para abrirse paso a través de redes antisubmarinas (lo que podían hacer tanto los submarinos de clase X como los torpedos tripulados Chariot) y la poca visibilidad disponible para el tripulante, se ordenaron 150 ejemplares de producción en febrero de 1943.
La producción se detuvo en octubre de 1943 cuando la investigación de operaciones mostró que el concepto adolecía de demasiadas desventajas, momento en el que se habían producido unos 100 ejemplos (se desconocen las cifras precisas).

## Servicio operativo
A principios de 1943, el establecimiento de la Royal Navy a bordo del buque depósito de submarinos HMS Titania se amplió para realizar pruebas en el mar. Los cursos de formación para operadores se llevaron a cabo en Fort Blockhouse, en Gosport. Los aprendices procedían de la Marina Real británica, la Reserva Naval Británica y otros grupos de Fuerzas Especiales que incluían el Servicio Especial de Embarcaciones.
El HMS Titania se trasladó a Loch a 'Chàirn Bhàin, al sur de Cabo Wrath, en el noroeste de Escocia, que se convirtió en una base de entrenamiento secreta para todas las operaciones de mini submarinos. Un Welman (W10) se perdió durante el ejercicio en la bahía de Rothesay el 9 de septiembre.
Para otoño de 1943, existían suficientes operadores y embarcaciones capacitados para que el Welman fuera considerado para uso operativo. El comandante de Operaciones Combinadas, el general Sir Robert Laycock (que reemplazó al entonces Lord Louis Mountbatten) decidió que el Welman no era adecuado para sus propósitos, por lo que la nave fue devuelta a la Royal Navy. El almirante Sir Lionel Wells, oficial de bandera al mando de Orkney y Shetland, pensó que podrían ser útiles para los ataques contra la navegación alemana utilizando las aguas costeras dentro de los Leads frente a Noruega. Los barcos torpederos a motor (MTB) de la 30.ª flotilla, tripulados por oficiales y hombres de la Marina Real Noruega, ya estaban realizando estas redadas y acordaron juzgar a los Welman en un ataque al muelle flotante en el puerto de Bergen (finalmente hundido en septiembre de 1944 por un submarino X-24). El 20 de noviembre de 1943 los MTB635 y MTB625 abandonaron Lunna Voe, en las islas Shetland, con Welmans W45 (Teniente C. Johnsen, Marina Real de Noruega), W46 (Teniente Bjørn Pedersen (1922), Ejército de Noruega), W47 (Teniente B. Marris, RNVR) y W48 (Teniente J. Holmes, RN). Las embarcaciones se botaron a la entrada del fiordo.
El W46 de Pedersen encontró una red antisubmarina y fue obligado a salir a la superficie, donde fue avistada por una patrulla alemana. Pedersen fue capturado junto con el submarino Welman, sobreviviendo a la guerra en un campo de prisioneros. Los otros tres, habiendo perdido el elemento sorpresa, no pudieron presionar el ataque y finalmente tuvieron que ser hundidos. Sus operadores se dirigieron hacia el norte con la ayuda de miembros de la resistencia noruega y fueron recogidos en febrero de 1944 por MTB653. El fracaso hizo que la Marina Real Británica se concentrara en los submarinos clase X y XE, aunque se produjeron más pruebas del Welman, especialmente en Australia.
Tras el ataque fallido, los alemanes salvaron una de las naves. A pesar de que la armada alemana estaba consternada por la calidad poco sofisticada de la ingeniería que encontraron en el Welman, existe cierta similitud entre este y los minisubmarinos Biber utilizados contra la navegación aliada en 1944.
El mayor inconveniente del Welman desde el punto de vista de sus operadores era que no tenía periscopio. Sin una forma de ver su entorno sin salir a la superficie, era imposible navegar de forma encubierta. También se descubrió que cuando viajaba por la superficie, el nivel de los ojos del operador estaba tan cerca del nivel del mar que los objetos a más de dos millas de distancia no eran visibles.